# Storia di Ghedi

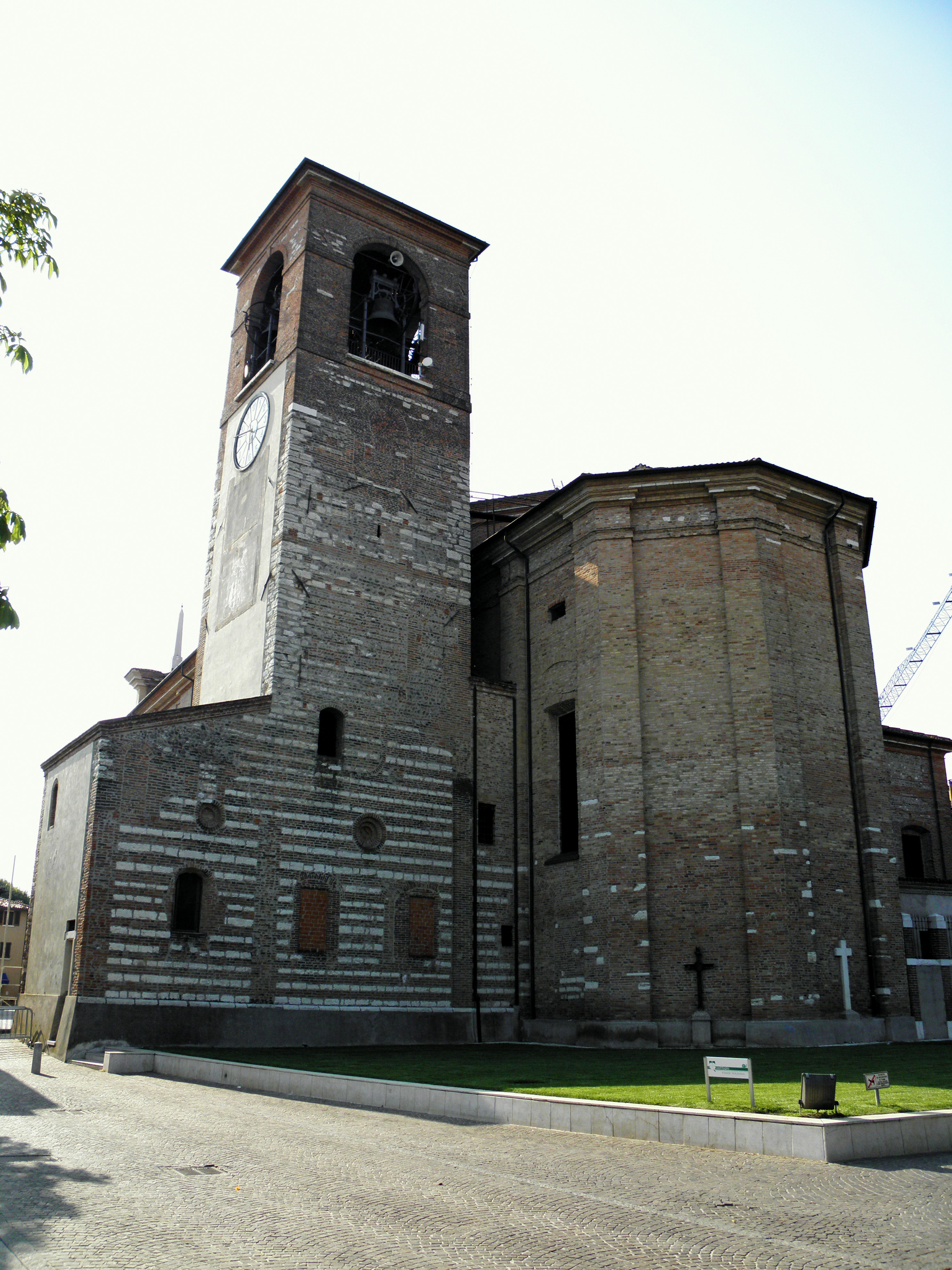
Campanile trecentesco ed abside della chiesa parrocchiale di Ghedi

La Storia di Ghedi, comune italiano situato nella bassa bresciana orientale al confine con la provincia di Mantova e di Cremona, va fatta risalire al I millennio a.C., sebbene una vera e propria forma di centro abitato, poi sviluppatasi e consolidatasi nei secoli successivi, sia riconducibile solo alla piena età romana.
Nel corso dell'alto medioevo il paese subì l'importante influenza dell'abbazia benedettina di Leno, per poi essere conteso, a causa della presenza di un castello fortificato, tra i vari potentati locali in piena età medievale e comunale. In seguitò il centro passò sotto l'orbita del ducato di Milano e poi della repubblica di Venezia fino al 1797, anno di fondazione della repubblica bresciana. Fu poi incluso nel regno lombardo-veneto dopo la restaurazione e, a seguito degli eventi dell'unità d'Italia, divenne parte del neonato regno d'Italia, seguendone le vicende sino all'istituzione della repubblica.
A partire dalle vicende della prima guerra mondiale ospita sul suo territorio l'aeroporto militare di Ghedi, sede della stazione meteorologica di Brescia Ghedi, del 6º Stormo e gestito dall'aeronautica militare italiana.

## Origine del nome
L'origine del toponimo Ghedi è argomento dibattuto e incerto: laddove molti comuni della zona, come Calvisano, Milzano o Porzano, evidenziano desinenze in -ano, che suggeriscono una quasi certa radice romana di tali toponimi e testimoniano la loro natura di fondi agrari o vici, discorso diverso va affrontato con il toponimo Ghedi.

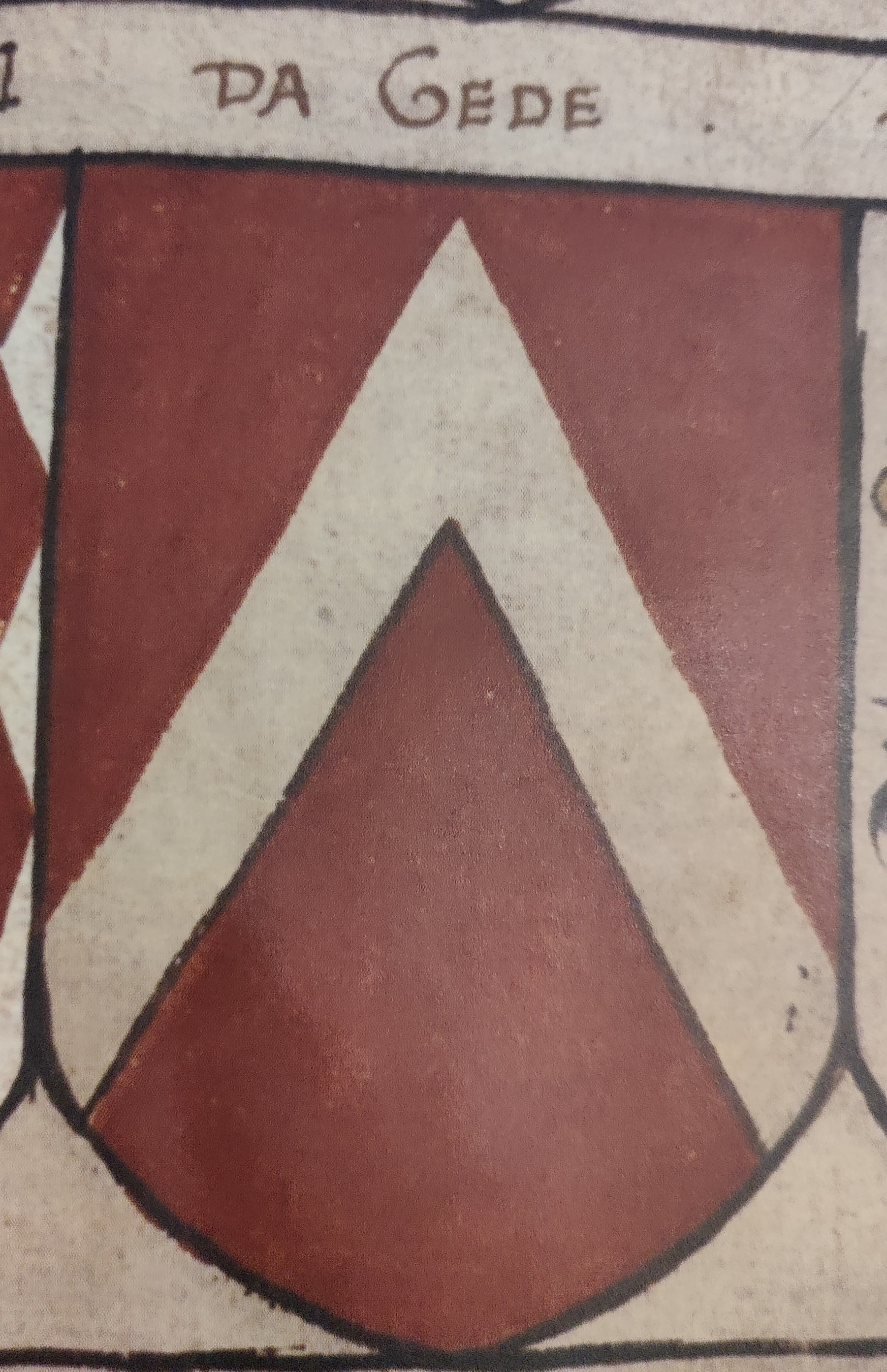
Stemma di Ghedi con sopra riportato l'antico toponimo Gede, raffigurato nello stemmario trivulziano (Milano, Biblioteca Trivulziana, c. 168)

### Studi ed ipotesi
Lo stesso monsignor Antonio Fappani, nella propria enciclopedia bresciana, evidenzia l'ambiguità etimologica del medesimo toponimo. Egli, tuttavia, ipotizza che quest'ultimo possa forse derivare dalla forma Gut, accostabile all'eredità gotica del territorio e analogo, come derivazione, alla radice dei termini Godi e Gottolengo, località vicina a Bagnolo Mella e situata sulla strada che porta appunto verso Ghedi. Altra ipotesi, d'altro canto, è che esso risalga al termine longobardo gaida, corrispettivo di "freccia", e che alluda quindi all'angolo di terra nel quale Ghedi è racchiusa, tra il corso del vaso del Chiese e del Naviglio inferiore.
Secondo studi di toponomastica e filologia condotti da Raffaele Castrichino, invece, tale toponimo deriverebbe dal termine latino vadum, sinonimo di «transito» o «passaggio»:
(R. Castrichino, Eredità toponomastica longobarda a Montesarchi (Benevento) e a Ghedi (Brescia), Appendice, pagg. 28-31)
In seguito alla caduta dell'impero romano d'Occidente, ed i conseguenti fenomeni fonetici di unione con altre lingue, il termine vadum potrebbe avere subito un influsso longobardo e sarebbe quindi trasmutato in «gua», dal francone antico «waldt», ossia guado. 
Nelle successive epoche il termine si sarebbe poi evoluto nelle forme Gede, Gide, Gade, Gaide, Giede, Ghede e Gaydo. In seguito, da quest'ultima forma (Gaydo), lo storico locale Angelo Bonini ipotizza che possa essere derivata la forma genitiva Gaydi, da cui infine il moderno Ghedi.

## L'età antica

### I galli cenomani e l'arrivo dei Romani
(V. Volta, Pavone: opere vicende territorio, Brescia, 1984, p. 18)

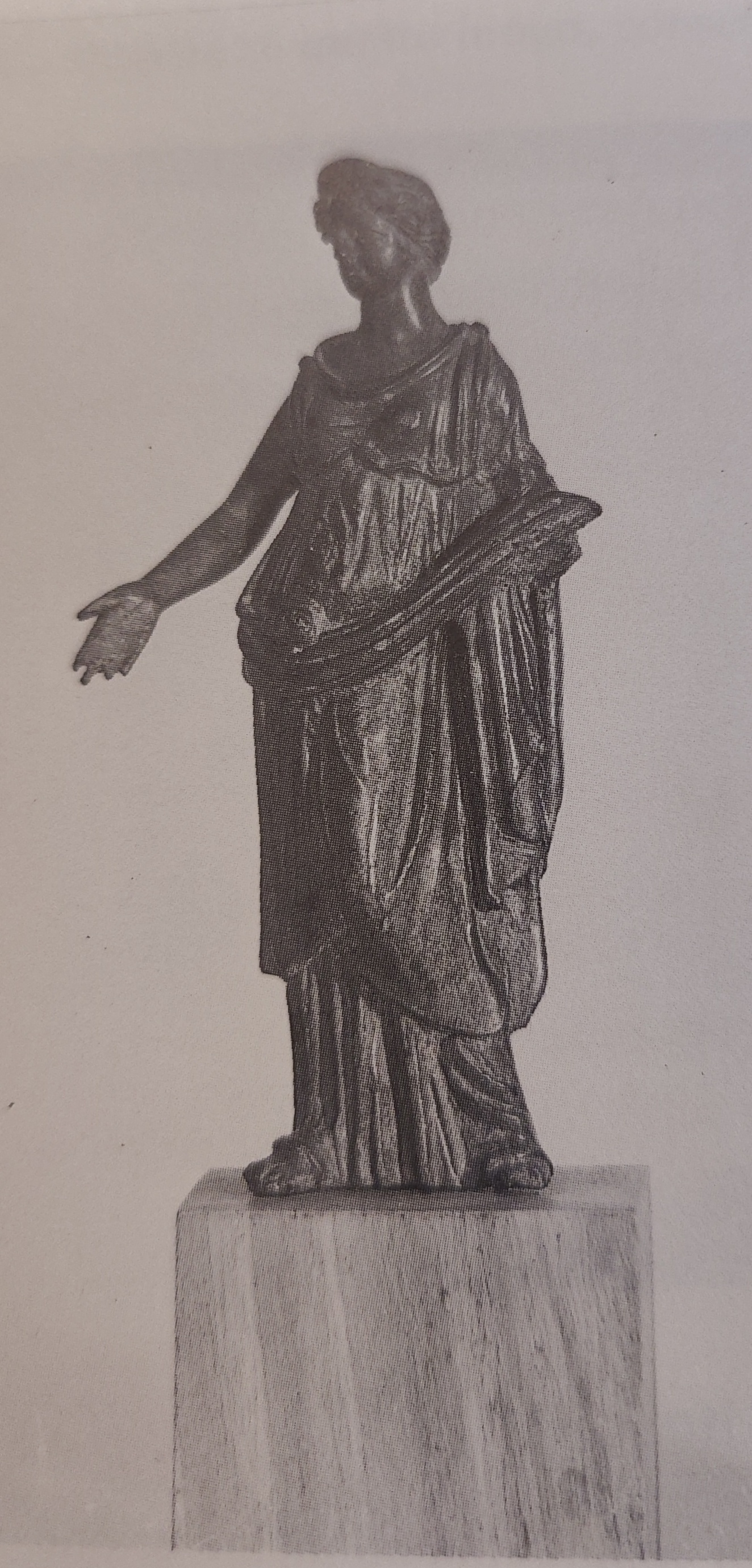
Statuetta bronzea, forse rappresentante Giunone, rinvenuta a Ghedi nel 1900 durante degli scavi in piazza Roma e poi acquisita dal museo di Santa Giulia di Brescia.

Nel territorio ghedese, all'epoca dei galli cenomani, furono probabilmente fondati alcuni vicus minori che, pur riconoscendo una certa importanza alla capitale, ossia Brixia, mantennero sempre una certa autonomia ed indipendenza. Queste medesime realtà locali erano legate a clan familiari e preservarono sempre assai radicati i propri usi e costumi originari, anche ben oltre la caduta stessa dell'impero romano.
In ogni caso, non sono state rinvenute significative tracce archeologiche o reperti risalenti all'età pre-romana: ciò testimonia come insediamenti precedenti alla colonizzazione romana, escludendo la presenza isolata di qualche già citato vicus, non abbiano interessato le campagne di Ghedi, a differenza per esempio di centri come Manerbio, Gambara, Gottolengo o Milzano. Nondimeno, la natura prettamente gallica dell'abitato ghedese permase anche durante i processi di cosiddetta "romanizzazione" del territorio bresciano: alcune tavolette votive, databili dal I secolo a.C. fino ad III secolo d.C., sono infatti dedicate a divinità come Mercurio ed Ercole nei loro corrispettivi gallici, in un fenomeno complessivo di commistione culturale e religiosa; stando così le cose, il primo corrisponderebbe quindi a Teutates, il secondo invece ad Ogmios. Anche nell'onomastica degli abitanti originari insiste quella matrice gallica che perdurò per molto tempo a seguire:
(Epigrafe di età romana rinvenuta a Ghedi e conservata al museo di Santa Giulia di Brescia)
A tal proposito, sono stai rinvenuti diversi siti archeologici di età romana nei pressi delle campagne ghedesi: esempio emblematico è quando, «nell'aprile del 1823 costruendosi una pubblica via verso Ghedi», fu rinvenuta una dedica votiva al dio Mercurio, che così recita:
Sul confine tra Leno e Ghedi, nel 1895 e 1897, sono state poi trovate sette tombe con diverse suppellettili, quali monete, ampolle e vasetti di vetro di pregevole fattura, possibile testimonianza di un vicus o villa con servitù. Nel 1969, invece, furono rinvenute in località Pasottella altre sepolture con reperti in vetro e monete, presumibilmente del II secolo d.C., unitamente ad alcune tessere pavimentali, le quali renderebbero plausibile l'esistenza di una villa in quel sito, in seguito disperso. 
Per quanto riguarda le numerose lapidi ritrovate nel ghedese, bisogna ricordare che molte di esse, inizialmente credute originali ed autentiche, si sono poi rivelate essere dei falsi: una somma notevole di queste ultime è da ricondurre alla mano del ghedese Sebastiano Aragonese, pittore ed antiquario del XVI secolo. Facendo invece riferimento ad analisi svolte dallo stesso Giovanni Labus, da Theodor Mommsen e dall'Albertini, si evince che le iscrizioni autentiche, e non falsate, provenienti dal ghedese sarebbero solo mezza dozzina, tre delle quali andate disperse.
Nel 1926, poi, un'ulteriore zona di interesse fu individuata nella cosiddetta "cascina Santi", sulla strada per Viadana: il sito, corrispondente forse ad una grande villa romana, ha restituito frammenti di pavimenti in cocciopesto ed a mosaico, con iscrizioni ancora leggibili ed impianti di riscaldamento, successivamente dispersi o distrutti. Sempre sulla medesima strada, in località Alberello, sorgeva il sito campestre di Formignano o Forminiano che fu distrutto solo nel 1265, il cui toponimo è di certa matrice romana.
Inoltre, un'altra epigrafe dedicata al dio Ercole e rinvenuta nel ghedese riporta:
(Epigrafe votiva romana da parte di un certo M. Maeclus Magunus per Ercole)

### L'organizzazione del territorio

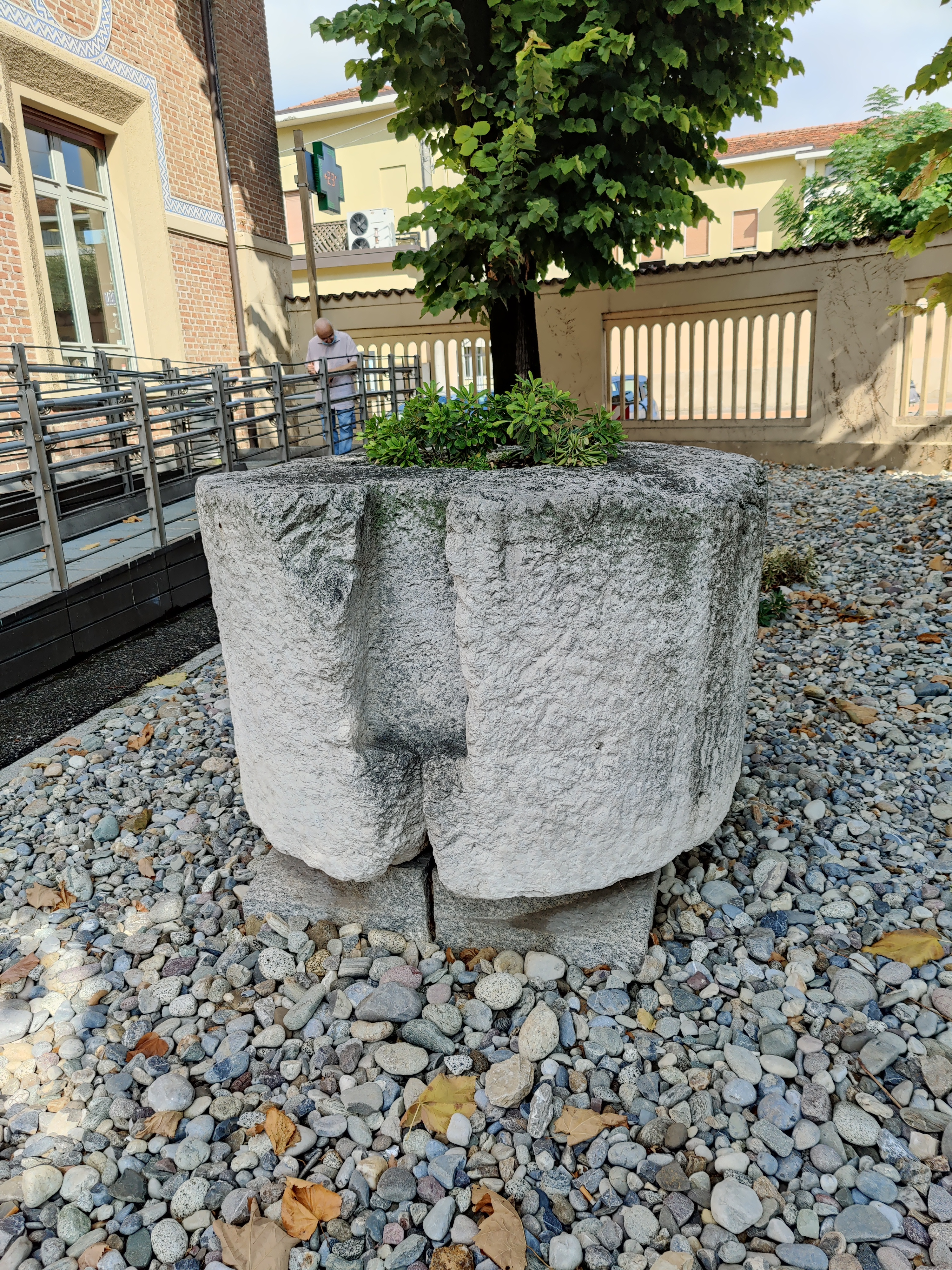
Un cippo gromatico di epoca romana, rinvenuto a Ghedi e conservato nei giardini delle ex scuole elementari.

Con l'arrivo dei Romani si passò ad uno sfruttamento assai più capillare delle campagne e del territorio, a carattere quasi intensivo; i Celti, infatti, avevano praticato da sempre un tipo di agricoltura assai più primitiva e selettiva, lasciando ampie porzioni di terreno a pascoli spontanei, ad occupazione paludosa o boschiva. La zona stessa in cui sorge l'odierna Ghedi, per l'appunto, si presentava al tempo ricca di paludi e risorgive stagnanti: i gromatici romani operarono, nella fattispecie grazie alla tipica centuriazione, una diffusa ed efficace razionalizzazione dei terreni agricoli locali. Essi giunsero cioè ad essere organizzati per sistematici reticoli geometrici, basati su uno schema ortogonale e ricorrente proprio "dello spirito geometrico, caratteristico della cultura urbanistica romana, intessuto attorno al plurimo incrociarsi ad angolo retto di cardi e decumani". L'intervento di regolazione può essere ancora osservato, anche in epoca contemporanea, dalla fisionomia dei campi attorno al centro abitato moderno, nella fattispecie: partendo da est e ruotando in senso antiorario, dalle Garbelle di Sotto alla Pasina e sino alle Scalvine; esse ricorrono anche nella zona della Santa Maria e in quella a sud della strada per Bagnolo, come anche nelle campagne della Gaifama, della Scovola, della Pasottella e della Quaina. A sud-ovest la centuriazione prosegue poi nelle zone della Martinengo, della Costa, della Castella e della Gasparina.
In ogni caso, Ghedi in epoca romana non fu mai interessata dalla grande circolazione viaria che, attraverso tutta la provincia, congiungeva i principali municipia dell'epoca. È stato tuttavia ipotizzato che il piccolo vicus ghedese facesse ancora parte di quella rete di strade che risaliva all'epoca cenomane e che, vista la fervida attività agricola ed artigianale di età augustea, lo congiungeva con gli altri villaggi e pagi: non è quindi da escludere completamente una certa vivacità economica e commerciale del territorio ghedese, favorita appunto dallo stesso traffico di artigiani e commercianti. In tal senso, sarebbe emblematico il ritrovamento nel ghedese di ben tre epigrafi dedicate, come già evidenziato, ad Ercole e Mercurio, «divinità connesse con il commercio».

### Una fase di transizione

#### Cambiamenti culturali e religiosi
Andò poi diffondendosi, generalmente dal II sino al V secolo d.C., un nuovo tipo di culto monoteista proveniente da Oriente, ossia il Cristianesimo: un primo modello di chiesa cristiana, nello specifico, andò strutturandosi in territorio lombardo attorno ad un primitivo reticolo di chiese battesimali, in un periodo compreso tra IV e V secolo d.C., sebbene per le zone rurali e periferiche si debba forse considerare più opportuno il V secolo d.C.. Nel suddetto arco temporale, presumibilmente, andò consolidandosi la presenza delle prime pievi così come di battisteri monumentali, con lo scopo pratico di amministrare il battesimo ad un gran numero di persone e celebrare la catechesi, oltre che le ordinarie funzioni liturgiche.
Nel territorio della provincia di Brescia testimonianze di questi antichi luoghi di culto sono state rinvenute a Inzino, Pontenove di Bedizzole, Coccaglio, Nave, Orzivecchi, oltre che in diverse posizioni strategiche del basso Garda: analogamente, anche Ghedi dovrebbe aver avuto un edificio battesimale, anche se costituito forse da una semplice pianta quadrata o rettangolare, come testimoniato poi da evidenze archeologiche. La proficua campagna di scavi condotta tra 1999 e 2001, nell'area tra palazzo municipale e chiesa parrocchiale, ha riportato alla luce reperti tali che:
(A. Breda, ibidem)

#### Cambiamenti climatici, territoriali e politici
Già a partire dal II secolo d.C. nell'Italia settentrionale, così come anche nel territorio di Ghedi, cominciò a verificarsi un regresso delle terre coltivate, amplificatosi poi nei secoli delle cosiddette invasioni barbariche del IV e del V secolo; per tutto il corso del III e IV secolo d.C., inoltre, si propagò a macchia d'olio il subappalto di terreni agricoli, sempre più parcellizzati e divisi in poderi minori: vi fu un conseguente impoverimento e declassamento di grandi e piccoli proprietari, tant'è che gli stessi ricavi erano andati diminuendo, di pari passo con l'appoderamento e il subappalto testé citati.
In ogni caso il territorio ghedese, sempre nel III e IV secolo d.C., seguì le dinamiche di tutto il resto dell'impero: gli appezzamenti terrieri vennero danneggiati dalle incursioni dei popoli barbari, ed i mutamenti climatici tra il 450 d.C. e 550 d.C. segnarono uno sconvolgimento generale della geografia della valle padana: le terre incolte o comunque abbandonate aumentarono, così come la presenza di boschi e paludi, anche e soprattutto nei terreni prima bonificati e sfruttati. In un contesto simile, con tutta probabilità, la stessa comunità ghedese cominciò a gravitare attorno alla ridottissima area di campi agricoli ancora coltivabili e fertili, forse nell'area del preesistente castrum militare.

## Età medievale

### L'ascesa dei Longobardi
In un periodo così incerto e contraddistinto da eventi traumatici e violenti, come invasioni di popoli esterni e battaglie endemiche sul territorio, emerse in tutta la sua importanza la Chiesa cristiana, la quale si candidò come naturale erede dell'impero romano; decaduto quest'ultimo infatti, perlomeno nella sua parte occidentale, l'elemento di stabilità nella società europea d'allora, e di riflesso anche nel territorio ghedese, divenne la stessa struttura ecclesiastica della religione cristiana. A seguito dell'ascesa del regno longobardo e di una certa stabilità e tranquillità sociale, peraltro, cominciò a consolidarsi la presenza nel territorio di Ghedi di una piccola e coesa comunità di persone; quest'ultima era sicuramente dedita a lavorare la terra, la quale nel frattempo era stata oggetto di bonifiche e riqualificazioni dai monaci benedettini della vicina abbazia di Leno, fondata da re Desiderio nel 758.

### Il vico "Gide"

#### Le origini del nome
Il nome arcaico del centro abitato Gide appare scritto per la prima volta in un codice datato 12 ottobre 843 (nel quale compare anche, ad onor del vero, la forma Gede) e conservato presso la biblioteca Queriniana di Brescia: il documento in questione consiste in un atto di compravendita di vari appezzamenti terrieri, con ogni probabilità latifondi, e fu stilato a Gonzaga (allora denominata Gaudenciaga). Nel 958, inoltre, in un diploma della già citata abbazia di Leno, appare ancora una volta il nome del paese: si trattava, nella fattispecie, di un'esenzione fiscale emanata dall'allora re d'Italia Berengario ed Adalberto riguardo ai territori posseduti dal centro lenense, tra i quali figurava anche Ghedi; altri diplomi testimoniano poi come il toponimo mutò nella forma Ghede, nel 1177, e dal 1250 in poi divenne stabilmente Gaydo. La trasformazione in Ghedi risale al XIV secolo.

#### Il comune nel basso medioevo
Dall'iniziale piccolo nucleo del paese, nacque la rocca, la quale dà il nome all'area racchiusa dall'antica cinta, detta Castello, nella quale in seguito sorse il palazzo comunale. All'interno del nucleo, era presente un'antica pieve trecentesca, che fungeva da parrocchiale.
Con lo sviluppo del centro abitato, a partire dal XIV secolo sorsero nuovi edifici al di fuori delle mura, portando alla formazione di quattro borghi urbani chiamati Bassina, Gazzolo, Borgonuovo e Malborgo. Essi possedevano il tipico aspetto di borgo medievale arrotondato, essendo collegati tra loro da una serie di intricate stradine e circondati da fossati. Contemporanea a questo stesso sviluppo urbano fu la crescita dell'importanza militare della rocca, tanto che si ricordano gli scontri tra guelfi e ghibellini che coinvolsero Ghedi, in questo caso tra i Visconti e gli Scaligeri.
A partire dal XV secolo, grazie ad una certa stabilità economica del centro urbano, sorsero nel territorio le prime cascine; risale all'inizio del secolo la costruzione dell'antico broletto. Nello stesso periodo, si combattevano le Guerre di Lombardia e, nel 1426, Ghedi passò sotto il controllo della Repubblica di Venezia.
Nel 1436, dopo che il comune aveva avuto modo di ospitare più di 300 cavalli dell'esercito veneto, il capitano generale dell'esercito Francesco Gonzaga concesse a Ghedi di non pagare le contribuzioni straordinarie; l'anno seguente le mura cittadine vennero rase al suolo in quanto necessitavano una ricostruzione ex novo. Tuttavia, queste non furono pronte nel 1438, quando Ghedi venne riconquistata dai milanesi guidati da Niccolò Piccinino, poi riportata in mano veneziana due anni più tardi.
Il 15 agosto 1453 si combatté proprio a Ghedi una decisiva battaglia tra la Repubblica di Venezia e il Ducato di Milano, vinta dalle truppe guidate dallo Sforza che conquistarono il paese dopo che lo avevano assediato e costretto alla resa.
A seguito della Pace di Lodi, il comune tornò sotto il dominio veneziano, godendo di un ruolo di primo piano sia nella politica di espansione territoriale che in quella difensiva, vedendo il suo castello ulteriormente ampliato nel 1463. Sempre nella seconda metà del Quattrocento, all'interno del territorio comunale sorse un monastero consacrato nel 1470.

## Età contemporanea

### L'aeroporto di Ghedi
Nel 1909 si tenne una manifestazione aeronautica di rilevanza nazionale, alla quale parteciparono aviatori come Wright e Blèriot, che vinse il Gran Premio Brescia.
Questo evento diede inizio all'attività aeronautica a Ghedi, tanto che il neonato aeroporto si rivelò molto importante per la difesa area del Bresciano durante la Grande Guerra. Durante la seconda guerra mondiale, l'aeroporto venne inizialmente usato per ospitare la Scuola di Pilotaggio; tuttavia, con l'invasione alleata della penisola, tornò a svolgere una funzione difensiva, ospitando aerei da caccia dell'Aeronautica Nazionale Repubblicana come i G.55. Venne notevolmente ampliato a inizio 1944.
Occupato il 29 aprile 1945, tornò in funzione del 1951 e da allora funge come importante aeroporto italiana e NATO, sede di Frecce Tricolori e 6º Stormo. Proprio da Ghedi partirono numerosi Tornado (presenti nell'aeroporto fin dal 1982) durante l'operazione "Tempesta nel Deserto" nella Guerra del Golfo (1990-1991) e durante le Guerre Jugoslave.
Secondo il programma NATO di condivisione nucleare, a Ghedi sono conservate 20-40 bombe atomiche B61-3, B61-4 e B61-7, di potenza variabile e massima di 340 chilotoni.

## Onorificenze
Il 24 novembre 2001, per decreto del presidente della Repubblica, Ghedi ha ottenuto il titolo di Città d'Italia.

## Storia dello stemma

### Riconoscimento
Lo stemma di Ghedi è stato riconosciuto con decreto del capo del governo del 12 luglio 1929.